# 土布艾
土布艾（Tubuai）是法国海外集体法屬玻里尼西亞南方群岛行政区的一个市镇，领土涵盖同名岛屿。

## 地理
土布艾（23°22'23"S, 149°28'19"W）面积45 平方千米，位于法国海外集体法屬玻里尼西亞南方群岛。
由于土布艾领土为海洋中的一岛屿（外加几座环礁），故不与任何市镇接壤。

## 行政
土布艾的邮政编码为98754，INSEE市镇编码为98753。

## 政治
土布艾的现任市长为费尔南·塔希亚塔（Fernand Tahiata）先生，任期为2020-2026年。

## 人口
土布艾于2022年时的人口数量为2,185人。